# Humania Assurance
 (avril 2022).
 (avril 2022).
Humania Assurance est une compagnie d'assurance québécoise, dont le siège social est situé à Saint-Hyacinthe. Établie en 1874, l'entreprise est l'une des plus anciennes compagnies d'assurance au Canada.

## Historique
Humania Assurance, connue à ses débuts sous le nom de l'Union Saint-Joseph de Saint-Hyacinthe, a été fondée en 1874 comme société de secours, « visant la protection des familles en cas de maladie ou de décès de l'un de ses membres. » Selon un article du Courrier de Saint-Hyacinthe, « Jusqu'à mai 1890, la cotisation mensuelle des associés était de 25 cents. La contribution au décès coûtait, pour chaque associé, la somme de 50 cents. À cette occasion, la veuve ou les orphelins touchaient la somme de 100 piastres. » Avec l'industrialisation et l'urbanisation grandissante, son objectif est de répondre aux besoins de la classe ouvrière, les membres des professions libérales n'y étant pas admis.
En 1937, l'entreprise change de statut pour devenir La Survivance, qui, elle-même se scinde en deux entités distinctes en 2012, l'une d'entre elles devenant Humania Assurance.
Elle a été reconnue dans le Top 100 des employeurs du Canada, selon Mediacorp, trois années consécutives,,, et a remporté le prix « Employeur de l'année - PME » lors de la 40e édition des Mercuriades.

## Produits
Humania Assurance lance en 2014 un premier produit à émission instantanée vendu en ligne par des représentants, ASSEM (assurance sans examen médical). Sont ensuite mises sur le marché l'assurance maladies graves pour enfants Enfants360 en 2015 et la plateforme HuGO en 2016, toutes deux entièrement vendues en ligne. La plateforme HuGO utilise l'intelligence artificielle « afin d'augmenter encore plus les ratios d'émission instantanée . » Les assurés peuvent à partir de 2019 souscrire une assurance maladies graves en ligne avec le produit 5575, puis en 2020 est lancée une assurance salaire-accident en ligne également.

## Partenariats
Humania Assurance est l'assureur derrière le produit d'assurance vie en ligne Emma. Le site web permet d'acheter aux femmes enceintes une assurance vie en ligne, sans examen médical,.
Au niveau local, l'entreprise s'est associée en 2014 avec la ville de Saint-Hyacinthe pour soutenir le centre culturel qui réunit différents organismes socioculturels de la région. L'infrastructure porte le nom de Centre culturel Humania Assurance.